# Banjaranyar (Sokaraja)
Banjaranyar is een bestuurslaag in het regentschap Banyumas van de provincie Midden-Java, Indonesië. Banjaranyar telt 4131 inwoners (volkstelling 2010).